# Caragh M. O'Brien
Caragh O'Brien es una escritora estadounidense. Es autora de la trilogía Marca de nacimiento, una distopía acerca de un mundo destruido por un cambio climático.

## Biografía
Nació en Saint Paul, Minnesota. Estudió en el Williams College y en la Johns Hopkins University. Se dedica hace años al estudio de códigos e idiomas. Antes de dedicarse a la escritura era profesora. O'Brien está casada y tiene tres hijos.

## Obras
- Marca de nacimiento, Editorial Everest, S.A., 2011.[3] Versión original (inglés) Birthmarked, Roaring Brook Press, 2010[4]
- Preciada.  Editorial Everest, S.A., 2012.  Versión original (inglés) Prized, Roaring Brook Press, 2011.
- Prometidos, Editorial Everest, S.A., 2013. Versión original (inglés) Promised Roaring Brook Press,  2012.
- Ruled,  Tor Books, 2012.
- Even As We Speak, Montlake Romance, 1996.